# Train of Thought
Train of Thought sedmi je studijski album progresivnog metal sastava Dream Theater.

## Popis pjesama
| Br. | Skladba                                                                     | Tekstopisac    | Skladatelj                                        | Trajanje |
| --- | --------------------------------------------------------------------------- | -------------- | ------------------------------------------------- | -------- |
| 1.  | »As I Am«                                                                   | John Petrucci  | Petrucci, John Myung, Jordan Rudess, Mike Portnoy | 7:47     |
| 2.  | »This Dying Soul" - "IV. Reflections of Reality (Revisited)" - "V. Release« | Portnoy        | Petrucci, Myung, Rudess, Portnoy                  | 11:28    |
| 3.  | »Endless Sacrifice«                                                         | Petrucci       | Petrucci, Myung, Rudess, Portnoy                  | 11:23    |
| 4.  | »Honor Thy Father«                                                          | Portnoy        | Petrucci, Myung, Rudess, Portnoy                  | 10:14    |
| 5.  | »Vacant«                                                                    | James LaBrie   | Myung, Rudess                                     | 2:58     |
| 6.  | »Stream of Consciousness«                                                   | (instrumental) | Petrucci, Myung, Rudess, Portnoy                  | 11:16    |
| 7.  | »In the Name of God«                                                        | Petrucci       | Petrucci, Myung, Rudess, Portnoy                  | 14:16    |

## Izvođači
- James LaBrie – vokali
- John Petrucci – gitara
- John Myung – bas-gitara
- Mike Portnoy – bubnjevi
- Jordan Rudess – klavijature

## Vanjske poveznice
- Službene stranice sastava Dream Theater - album Train of Thought  Arhivirana inačica izvorne stranice od 18. prosinca 2009. (Wayback Machine)